# Petriwśke (rejon iziumski)
Petriwśke (ukr. Петрівське) – wieś na Ukrainie, w obwodzie charkowskim, w rejonie iziumskim. W 2020 liczyła 2731 mieszkańców.